# Anastasiia Iliankova
Anastasiia Iliankova (née le 12 janvier 2001) est une gymnaste artistique russe.

## Carrière
Anastasiia Iliankova remporte au Festival olympique de la jeunesse européenne 2015 la médaille de bronze au concours général individuel, la médaille de bronze aux barres asymétriques et la médaille d'or par équipes. Elle obtient dans la catégorie juniors trois médailles d'or (par équipes, aux barres asymétriques et à la poutre  aux Championnats d'Europe de gymnastique artistique féminine 2016.
Elle remporte la médaille d'or aux barres asymétriques aux Championnats d'Europe de gymnastique artistique 2019 puis la médaille d'argent dans le même agrès aux Jeux olympiques d'été de 2020 à Tokyo.